# Навальвільяр-де-Ібор
Навальвільяр-де-Ібор (ісп. Navalvillar de Ibor) — муніципалітет в Іспанії, у складі автономної спільноти Естремадура, у провінції Касерес. Населення — 504 особи (2010).
Муніципалітет розташований на відстані близько 170 км на південний захід від Мадрида, 85 км на схід від Касереса.

## Демографія
Динаміка населення (INE ):